# Frej Liewendahl
Frey Fritiof « Frej » Liewendahl (né le 22 octobre 1902 à Jomala et décédé le 31 janvier 1966 à Mariehamn) est un athlète finlandais originaire d'Åland spécialiste du 1 500 mètres et du 3 000 mètres. Affilié au Turun Urheiluliitto, il mesurait 1,72 m pour 62 kg.

## Biographie

### Palmarès
| Date | Compétition           | Lieu  | Résultat | Épreuve            | Performance |
| ---- | --------------------- | ----- | -------- | ------------------ | ----------- |
| 1924 | Jeux olympiques d'été | Paris | 8e       | 1 500 mètres       | 4 min 0 s 3 |
| 1924 | Jeux olympiques d'été | Paris | 1er      | 3 000 m par équipe | 8 pts       |

### Records
| Épreuve      | Performance  | Lieu | Date |
| ------------ | ------------ | ---- | ---- |
| 1 500 mètres | 4 min 0 s 3  |      | 1924 |
| 3 000 mètres | 8 min 56 s 9 |      | 1924 |